# Charles Bronson (banda)
Charles Bronson fue una prolífica banda de Thrashcore oriunda de DeKalb, Illinois, existente entre 1994 y 1997. A pesar de ser asociados como una banda straight edge, solo dos miembros lo eran.

## Estilo musical
Charles Bronson tomó gran influencia de la banda powerviolence Infest, quienes mezclaban el sonido youth crew hardcore y la velocidad del thrashcore. Las canciones eran muy breves, y a veces incluían samples de películas, como de mismas películas de Charles Bronson. Líricamente satirizaban a la escena hardcore punk. La banda ha sido descrita como "rápidos, chicos delgados y altos gritando, con mucho que decir (aunque solo lo sabrás si lees sus letras)". Fueron criticados por ser una banda de arte conceptual, tomando el hardcore y tendencias de escuelas de artes, manteniendo una larga disputa con Felix Havoc de Code 13.

## Sucesos posteriores
Mark McCoy formó la banda thrashcore Das Oath, con músicos alemanes; Holy Molar, con miembros de The Locust; y Ancestors, un proyecto black metal. El guitarrista Mike Sutfin se convirtió en artista.

## Discografía
Álbumes
- Demo Tape (1994) – autolanzado
- Charles Bronson 7" (1995) – Six Weeks Records/Youth Attack Records
- Charles Bronson / Spazz split 7" (1995) – 625, Evil Noise and Disgruntled Records
- Charles Bronson / Unanswered split 7" (1995) – Trackstar Records
- Charles Bronson / Ice Nine split 7" (1996) – Bovine Records
- Charles Bronson / Quill split 7" (1996) – Nat Records (Japón)
- Youth Attack! (1997) – Lengua Armada/Coalition Records
- Complete Discocrappy 2xCD (2000) – Youth Attack Records
- Charles Bronson 7" (2003) – autolanzado
- Demo Tape + Selftitled 7" (2019) –	E.R.A., Crystal Mine, Tarung Records[10]

Apariciones en compilatorios
- All That and a Bag o Dicks (1995) – Disgruntled Records
- Double Dose of Dicks – Disgruntled Records
- Speed Freaks (1995) – Knot Music
- Vida Life (1996) – Lengua Armada
- No Royalties (1996) – Bad People Records
- Cry Now, Cry Later Vol. 4 (1996) – Pessimiser/Theologian
- Another Probe 7" with a Girl on the Cover (1996) – Probe
- El Guapo (1996) – Same Day Records
- Possessed to Skate (1996) – 625/Pessimiser Records
- Deadly Encounters (1997) – Agitate 96 and Kill Music Records
- Bllleeeeaaauuurrrrgghhh! A Music War (1997) – Slap-a-Ham Records
- Reality 3 (1997) – Deep Six Records
- Tomorrow will be Worse (1997) – Sound Pollution Records
- Mandatory Marathon (1997) – Amendment Records
- Hurt Your Feelings (2001) – Six Weeks Records
- Chicago's on Fire Again (2001) – Lengua Armada
- Skeletal Festival (2003) – autolanzado

Bootlegs
- Charles Bronson / Sordo split tape
- Seven Sloppy – Ass Live Songs
- Charles Bronson / Straight Edge Kegger split 7"